# Leierschwanzweber
Der Leierschwanzweber (Euplectes jacksoni) auch Leierschwanzwida zählt innerhalb der Familie der Webervögel (Ploceidae) zur Gattung der Feuerweber (Euplectes).
Das Artepitheton bezieht sich auf Frederick John Jackson.

## Merkmale
Der Leierschwanzweber ist etwa 14 cm, mit Schwanz im Prachtkleid etwa 30 cm groß und 40–49 g schwer, das Weibchen ist etwas leichter.
Der Vogel hat einen kräftigen hellen, konischen Schnabel, schwarze Augen und dunkelbraune Beine.
Das Männchen ist gelbbraun an der Schulter, im Prachtkleid schwarz mit gelbbraun gestreiften Flügeln, im Flug wirken die Flügel braun, der Schwanz hängt herab.
Im Schlichtkleid ist er wie das Weibchen ockerfarben, mit hellem Überaugenstreif, auf der Oberseite gelblichbraun auch auf der Unterseite leicht gestrichelt.

## Verbreitung und Lebensraum
Dieser Weber ist in höher gelegenem Grasland und auf Getreidefeldern von 1500 bis 3000 m in Kenia und Tansania zu finden.
Die Art ist monotypisch.

## Ernährung
Leierschwanzweber ernähren sich von Grassamen, insbesondere von Süßgräsern wie Themeda triandra, Rispenhirse oder Insekten.

## Fortpflanzung
Die Männchen führen in Gruppen auf Balzplätzen Tänze auf durch Hochspringen auf flachen Grasflächen.
Die Brutzeit liegt zwischen Dezember und Januar sowie zwischen April und Juni, in Kenia auch zwischen August und September sowie im November, abhängig von den Regenzeiten.

## Gefährdungssituation
Der Leierschwanzweber gilt als potentiell gefährdet (near threatened).